# Henri Padé

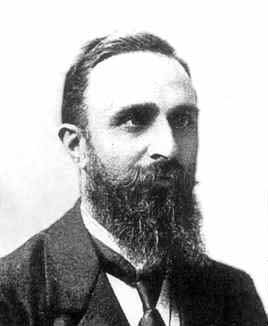
Henri Eugène Padé

Henri Eugène Padé (* 17. Dezember 1863 in Abbeville; † 9. Juli 1953 in Aix-en-Provence) war ein französischer Mathematiker, bekannt für die Padé-Approximation.

## Leben
Padé ging in Abbeville und ab 1881 am Lycée St. Louis in Paris zur Schule. Ab 1883 studierte er an der École normale supérieure, wo er 1886 sein Lehrerexamen ablegte. Neben seinem Lehrerberuf  veröffentlichte er auch mathematische Arbeiten und ging 1889/90 zu Felix Klein (dessen Erlanger Programm er 1891 ins Französische übersetzte) und Hermann Amandus Schwarz nach Leipzig und Göttingen. 1892 wurde er bei Charles Hermite an der Sorbonne promoviert (Sur la représentation approchée d'une fonction par des fractions rationelles). Dabei untersuchte er die heute Padé-Approximationen genannte Näherungsfunktionen für rationale Funktionen (Brüche aus Polynomen). Bekannt waren diese allerdings auch schon Mathematikern des 18. Jahrhunderts wie Daniel Bernoulli, Joseph-Louis Lagrange oder Leonhard Euler und später zum Beispiel Carl Gustav Jacobi, Hermite selbst und insbesondere Ferdinand Georg Frobenius (Dissertation 1870). Padé entwickelte die Theorie auch in den folgenden Jahren systematisch und zeigte deren Anwendbarkeit. Nach seiner Promotion war er ab 1893 Lehrer in Lille und ab 1897 Maître de conférences an der dortigen Universität von Lille als Nachfolger von Émile Borel. 1902 wurde er Professor für Mechanik in Poitiers und 1903 in Bordeaux. 1906 erhielt er den großen Preis der französischen Akademie für Arbeiten zu seinen Approximationen. 1908 wurde er Rektor der Akademie in Besançon, 1917 in Dijon und 1923 bis zu seiner Pensionierung 1934 Rektor der Universität Aix-Marseille.